# Ölmevalla
Paroisse de l'ouest de la Suède, située au nord du comté de Halland, sur le territoire de la commune de Kungsbacka. Sa superficie est de 3 310 hectares.

## Paroisses limitrophes
- Fjärås (au nord)
- Gällinge (à l'est)
- Landa (au sud-est)

## Démographie
| Année      | 1892  | 1897  | 1921  | 1981  | 2004  | 2006  |
| ---------- | ----- | ----- | ----- | ----- | ----- | ----- |
| Population | 1 338 | 1 297 | 1 099 | 2 628 | 5 313 | 5 521 |

## Lieux et monuments
- Réserve naturelle de Näsbrokrok avec présence de tumuli datant de l'âge du bronze
- Restes d'un cimetière et d'une forteresse datant de l'âge du fer
- Église d'Ölmevalla construite en 1884-1885